# リップヴァンウィンクル (競走馬)
リップヴァンウィンクル（Rip Van Winkle, 2006年2月12日 - 2020年8月2日）は、アイルランド産の競走馬。おもな勝ち鞍は2009年のサセックスステークス、クイーンエリザベス2世ステークス、2010年のインターナショナルステークス。

## 経歴

### デビュー前
2007年、イタリアのSGAイヤリングセールにて、17万ユーロでクールモアの代理人に落札された。母はイタリアの競走馬で、血統的にもそれほど特徴はなく、この時点でリップヴァンウィンクルは特に目立つ存在ではなかった。しかしアイルランドのエイダン・オブライエン厩舎に入ると、調教で非常に良い動きを見せ、大きな期待をよせられるようになった。

### 2歳時 （2008年）

#### 競走内容
6月のカラ競馬場のメイドン（未勝利戦）でデビュー。メイドン、タイロスステークス (G3) とデビュー2連勝を飾り、2009年クラシック戦線の有力候補の一頭となる。
続くデューハーストステークスでは1番人気を裏切って7着に敗れたものの、その素質は相変わらず高く評価されていた。

### 3歳時 （2009年）

#### 競走内容
近年のエイダン・オブライエン厩舎の有力馬の例に漏れず、リップヴァンウィンクルは2000ギニーから始動することになった。2番人気で迎えた同レースでは、勝負所で前が詰まる不利もあり、シーザスターズから2馬身半差の4着に敗れた。ダービーでも、3番人気と引き続き上位人気になったが、またしてもシーザスターズの4着に終わる。続くエクリプスステークスでは、後方からシーザスターズをマークするような形で直線を迎え、外から並びかけたが、そこから差を縮めることができず2着。シーザスターズに対して3連敗を喫した。その後陣営は、マイル路線を進むことを決断し、サセックスステークスに出走した。レースでは、それまでのような後方からの競馬ではなく、3番手を追走する積極的な競馬を展開。4コーナーで先頭に並びかけると、直線で突き放し、パコボーイやガナーティといったG1馬達を寄せ付けず快勝、G1初勝利を飾った。続くクイーンエリザベス2世ステークスでも、先行してしぶとく粘る競馬でG1を連勝した。勢いに乗ったリップヴァンウィンクルは、ブリーダーズカップ・クラシックに挑戦することになった。2番人気とアメリカでも高く評価されたリップヴァンウィンクルだったが、レースではスタートで出遅れ、その後2番手までポジションを押し上げるも3コーナーで早くも手ごたえが怪しくなり、いい所なく10着と大敗を喫した。

#### 脚部不安
2000ギニーに向けて調整が進められていた2月、リップヴァンウィンクルは、全ての脚が深刻な感染症に罹り、それ以降、シーズンを通して脚部不安に悩まされることになった。それは特にレース直前に発生することが多く、2009年に出走した6レース中4レースに、脚元にやや不安がある状態で出走することになった。そんな状態にもかかわらず、サセックスステークスでは見事勝利を収めたが、やはり強行出走が祟ったのか、レース後には脚をかなり痛がり、次走として予定していたムーラン・ド・ロンシャン賞を回避することになった。

### 4歳時 （2010年）

#### 競走内容
休養を終えて6月15日のクイーンアンステークスから始動したが、ゴルディコヴァの6着に敗れた。連覇をかけて挑んだサセックスステークスではキャンフォードクリフスのクビ差の2着だった。8月17日のインターナショナルステークスでは1番人気に推され、レースではトゥワイスオーヴァーに半馬身差ながらも勝利を収めG1競走3勝目を挙げた。9月4日のアイリッシュチャンピオンステークスでも1番人気に支持されたが、同厩舎ケープブランコの5馬身差の2着と完敗した。9月25日のクイーンエリザベス2世ステークスでは2番手から早め抜け出しも、ゴール寸前にポエッツボイスにハナ差で差されて2着に惜敗した。その後はブリーダーズカップ・マイルに向けて調整されていたが、アクシデントで調整が間に合わないため、引退することになった。引退後は父ガリレオも繋養されているクールモアスタッドで種牡馬となる。

### 競走成績
| 出走日     | 競馬場           | 競走名                 | 格 | 頭数 | 人気 | 着順 | 騎手           | 斤量  | 距離（馬場）  | タイム  | 着差  | 1着（2着）馬      |
| ---------- | ---------------- | ---------------------- | -- | ---- | ---- | ---- | -------------- | ----- | ------------- | ------- | ----- | ----------------- |
| 2008.06.27 | カラ             | メイドンS              |    | 15   | 2人  | 1着  | J.ムルタ       | 126lb | 芝7f (GY)     | 1:27.50 | 繰上  | (Tomas an Tsioda) |
| 2008.07.24 | レパーズタウン   | タイロスS              | G3 | 4    | 2人  | 1着  | J.ムルタ       | 127lb | 芝7f (GF)     | 1:30.70 | 1 1/4 | (Cuis Ghaire)     |
| 2008.10.18 | ニューマーケット | デューハーストS        | G1 | 13   | 1人  | 7着  | J.ムルタ       | 127lb | 芝7f (Gd)     |         | 2     | Intense Focus     |
| 2009.05.02 | ニューマーケット | 2000ギニー             | G1 | 15   | 2人  | 4着  | J.ムルタ       | 126lb | 芝8f (GF)     |         | 2 1/2 | Sea the Stars     |
| 2009.06.06 | エプソム         | ダービー               | G1 | 12   | 3人  | 4着  | J.ムルタ       | 126lb | 芝12f10y (Gd) |         | 2     | Sea the Stars     |
| 2009.07.04 | サンダウン       | エクリプスS            | G1 | 10   | 3人  | 2着  | J.フォーチュン | 122lb | 芝10f7y (Gd)  |         | 1     | Sea the Stars     |
| 2009.07.29 | グッドウッド     | サセックスS            | G1 | 8    | 1人  | 1着  | J.ムルタ       | 125lb | 芝8f (Gd)     | 1:37.16 | 2 1/2 | (Paco Boy)        |
| 2009.09.26 | アスコット       | クイーンエリザベス2世S | G1 | 4    | 1人  | 1着  | J.ムルタ       | 125lb | 芝8f (GF)     | 1:38.82 | 1 1/4 | (Zacinto)         |
| 2009.11.07 | サンタアニタ     | BCクラシック           | G1 | 12   | 2人  | 10着 | J.ムルタ       | 122lb | AW10f (Fs)    |         | 17    | Zenyatta          |
| 2010.06.15 | アスコット       | クイーンアンS          | G1 | 10   | 3人  | 6着  | J.ムルタ       | 126lb | 芝8f (Gd)     |         | 7 3/4 | Goldikova         |
| 2010.07.28 | グッドウッド     | サセックスS            | G1 | 8    | 2人  | 2着  | R.ムーア       | 133lb | 芝8f (GF)     |         | 首    | Canford Cliffs    |
| 2010.08.17 | ヨーク           | 英国際S                | G1 | 9    | 1人  | 1着  | J.ムルタ       | 131lb | 芝10f88y (Gd) | 2:08.58 | 1/2   | (Twice Over)      |
| 2010.09.04 | レパーズタウン   | 愛チャンピオンS        | G1 | 6    | 1人  | 2着  | J.ムルタ       | 133lb | 芝10f (Gd)    |         | 5 1/2 | Cape Blanco       |
| 2010.09.25 | アスコット       | クイーンエリザベス2世S | G1 | 8    | 2人  | 2着  | J.ムルタ       | 129lb | 芝8f (GS)     |         | 鼻    | Poet's Voice      |

※馬場状態： GF=Good to Firm, Gd=Good, GY=Good to Yeilding, GS=Good to Soft, Fs=Fast
※競走成績は2010年10月4日現在。

## 評価
調教師のエイダン・オブライエンは"The most natural athlete we've ever had,"とリップヴァンウィンクルを評した。また、クイーンエリザベス2世ステークスにおいて、ペースメーカーを起用しなかった理由について、「彼を先導するにはG1級のスプリンターが必要で、そのような馬を私は持っていなかった」という旨の発言をし、リップヴァンウィンクルのスピード能力の高さを賞賛している。主戦騎手のジョニー・ムルタもリップヴァンウィンクルを非常に気に入っており、2000ギニーにおいて、すでにG1を2勝していたマスタークラフツマンではなく、その時点でそれほど実績を残していなかったリップヴァンウィンクルを選び、またダービーにおいても、当時4戦4勝で、ダービー最有力候補と目されていたフェイムアンドグローリーを差し置いてリップヴァンウィンクルに騎乗することを選択している。

## 種牡馬時代
2011年からアイルランドのクールモアスタッドで供用される。初年度の種付け料は20000ユーロ。2014年に産駒がデビュー。デビュー年からG1馬を送り出す。2020年8月2日、繋養先であるニュージーランドのウィンザーパークスタッドで死亡した。

### 主な産駒
2012年産
- Dick Whittington / ディックウィッティントン - フェニックスステークス

2014年産
- Te Akau Shark / テアカウシャーク - ワイカトスプリント、チッピングノートンステークス

2016年産
- Jennifer Eccles / ジェニファーエクルズ - ニュージーランドオークス

## 血統表
| リップヴァンウィンクルの血統(サドラーズウェルズ系 Northen Dancer 3×4・5=21.88% Special 4×4=12.5% Mr. Prospector 4×5=9.38%) | リップヴァンウィンクルの血統(サドラーズウェルズ系 Northen Dancer 3×4・5=21.88% Special 4×4=12.5% Mr. Prospector 4×5=9.38%) | リップヴァンウィンクルの血統(サドラーズウェルズ系 Northen Dancer 3×4・5=21.88% Special 4×4=12.5% Mr. Prospector 4×5=9.38%) | （血統表の出典）    | （血統表の出典） |
| 父 Galileo 1998 鹿毛 | 父の父Sadler's Wells 1981 鹿毛                                                                                             | Northern Dancer | Nearctic            | Nearctic         |
| 父 Galileo 1998 鹿毛 | 父の父Sadler's Wells 1981 鹿毛                                                                                             | Northern Dancer | Natalma             |                  |
| 父 Galileo 1998 鹿毛 | 父の父Sadler's Wells 1981 鹿毛                                                                                             | Fairy Bridge | Bold Reason         | Bold Reason      |
| 父 Galileo 1998 鹿毛 | 父の父Sadler's Wells 1981 鹿毛                                                                                             | Fairy Bridge | Special             |                  |
| 父 Galileo 1998 鹿毛 | 父の母Urban Sea 1989 栗毛                                                                                                  | Miswaki | Mr. Prospector      | Mr. Prospector   |
| 父 Galileo 1998 鹿毛 | 父の母Urban Sea 1989 栗毛                                                                                                  | Miswaki | Hopespringseternal  |                  |
| 父 Galileo 1998 鹿毛 | 父の母Urban Sea 1989 栗毛                                                                                                  | Allegretta | Lombard             | Lombard          |
| 父 Galileo 1998 鹿毛 | 父の母Urban Sea 1989 栗毛                                                                                                  | Allegretta | Anatevka            |                  |
| 母 Looking Back 2001 鹿毛                                                                                                  | 母の父ストラヴィンスキー *Stravinsky 1996 鹿毛                                                                             | Nureyev | Northern Dancer     | Northern Dancer  |
| 母 Looking Back 2001 鹿毛                                                                                                  | 母の父ストラヴィンスキー *Stravinsky 1996 鹿毛                                                                             | Nureyev | Special             |                  |
| 母 Looking Back 2001 鹿毛                                                                                                  | 母の父ストラヴィンスキー *Stravinsky 1996 鹿毛                                                                             | Fire the Groom | Blushing Groom      | Blushing Groom   |
| 母 Looking Back 2001 鹿毛                                                                                                  | 母の父ストラヴィンスキー *Stravinsky 1996 鹿毛                                                                             | Fire the Groom | Prospector's Fire   |                  |
| 母 Looking Back 2001 鹿毛                                                                                                  | 母の母Mustique Dream 1995 鹿毛                                                                                             | Don't Forget Me | Ahonoora            | Ahonoora         |
| 母 Looking Back 2001 鹿毛                                                                                                  | 母の母Mustique Dream 1995 鹿毛                                                                                             | Don't Forget Me | African Doll        |                  |
| 母 Looking Back 2001 鹿毛                                                                                                  | 母の母Mustique Dream 1995 鹿毛                                                                                             | Jamaican Punch | Shareef Dancer      | Shareef Dancer   |
| 母 Looking Back 2001 鹿毛                                                                                                  | 母の母Mustique Dream 1995 鹿毛                                                                                             | Jamaican Punch | House Tie F-No.10-c |                  |

### 血統背景
- 母 Looking Back はイタリアで競走生活を送り、ジーノマントヴァニ賞 (LR) 2着などの実績がある[14]。
- Sadler's Wells と Nureyev の3/4同血クロスが発生している。